# Saint-Bonnet-des-Bruyères
Saint-Bonnet-des-Bruyères é uma comuna francesa na região administrativa de Auvérnia-Ródano-Alpes, no departamento de Ródano. Estende-se por uma área de 21,20 km². Em 2010 a comuna tinha 359 habitantes (densidade: 16,9 hab./km²).